# Mariča
Mariča je žensko osebno ime.

## Izvor imena
Ime Mariča je različica ženskega osebnega imena Marija.

## Pogostost imena
Po podatkih Statističnega urada Republike Slovenije na dan 31. decembra 2007 v Sloveniji ni bilo  ženskih oseb z imenom Mariča ali pa je bilo število nosilk tega imena manjše od 5.

## Osebni praznik
Osebe z imenom Mariča godujejo takrat kot osebe z imenom Marija.